# Segestria pacifica
Espèce
Segestria pacifica est une espèce d'araignées aranéomorphes de la famille des Segestriidae.

## Distribution
Cette espèce est endémique de l'État de Washington aux États-Unis,.

## Description
L'holotype mesure 5,3 mm.

## Publications originales
- Banks, 1891 : Notes on the Dysderidae of the United States. The Canadian entomologist, vol. 23, p. 207-209 (texte intégral).